# Полесский государственный радиационно-экологический заповедник
Полесский государственный радиационно-экологический заповедник (бел. Палескі дзяржаўны радыяцыйна-экалагічны запаведнік) (акроним: ПГРЭЗ) — крупнейший заповедник Беларуси и единственный в мире радиационно-экологический заповедник. Заповедник занимает 215 тысяч га на территории трёх наиболее пострадавших от аварии на Чернобыльской АЭС районов Гомельской области — Брагинского, Наровлянского и Хойникского.
Северо-западнее заповедника расположен национальный парк Припятский (общих границ не имеют). Южнее — украинская часть Зоны отчуждения Чернобыльской АЭС.

## История
Заповедник был организован 18 июля 1988 года в белорусской части зоны отчуждения Чернобыльской АЭС.
На территории находятся 96 покинутых населённых пунктов, где до аварии и эвакуации в 1986 году проживало более 22 тысяч жителей.
По состоянию на 2009 год ежегодные затраты на заповедник составляли около 4 млн долларов США.
До 2006 года вышестоящей организацией заповедника являлся Комитет по проблемам последствий катастрофы на Чернобыльской АЭС, с 2006 года по 31 декабря 2022 года — Министерство по чрезвычайным ситуациям Республики Беларусь. В связи с упразднением Департамента по ликвидации последствий катастрофы на Чернобыльской АЭС Министерства по чрезвычайным ситуациям Республики Беларусь с 1 января 2023 года государственное природоохранное научно-исследовательское учреждение «Полесский государственный радиационно-экологический заповедник» передано в подчинение Министерства природных ресурсов и охраны окружающей среды Республики Беларусь.

## Администрация
Администрация ПГРЭЗ расположена в городе Хойники. В г. п. Комарин расположен Брагинский участок заповедника, в г. Наровля — Наровлянский участок.
В о.н.п. Бабчин Хойникского района расположен научно-административный корпус и музей заповедника.
Штат сотрудников заповедника составляет около 700 человек, из них 40 — с учёной степенью.
Вышестоящая организация — Министерство природных ресурсов и охраны окружающей среды Республики Беларусь.

## Радиоактивное загрязнение
Общая площадь заповедника — 2162 км². Первоначально площадь заповедника составляла 1313 км². В 1993 году территория увеличилась до 2154 км² за счёт расселённых территорий. После расширения Полесский заповедник стал крупнейшим в Беларуси.
Около 30 % территории отдано под экспериментально-хозяйственную зону, в том числе коневодство, пчеловодство, плодоводство, деревопереработка, туризм. На оставшихся наиболее загрязнённых 70 % территории ведётся только научная работа.
На территории заповедника сосредоточено около 30 % от выпавшего на территорию Беларуси цезия-137, 73 % стронция-90, 97 % изотопов плутония-238, 239, 240. Плотность загрязнения почв достигает 1350 Ки/км² по цезию-137, 70 Ки/км² — по стронцию-90, 5 Ки/км² — по изотопам плутония и америция-241.

## Флора и фауна
Хотя заповедник создан с целью радиобиологических и экологических исследований, он представляет интерес и для биологов. Вмешательство человека минимально, появляется возможность наблюдать за развитием дикой природы в условиях Беларуси. «В связи со снятием антропогенной нагрузки и богатством растительного мира здесь создались, по сути, идеальные условия для восстановления животного мира», — говорится в докладе Комитета по проблемам последствий катастрофы на ЧАЭС при Совете Министров Республики Беларусь. Также были реинтродуцированы некоторые новые виды, в том числе зубр.
В Полесском государственном радиационно-экологическом заповеднике зарегистрирован 1251 вид растений, это более двух третей флоры страны, 18 из них занесены в Международную Красную книгу и Красную книгу Республики Беларусь. Фауна включает 54 вида млекопитающих, 25 видов рыб, 280 видов птиц. Более 40 видов животных относят к редким и исчезающим.
В 1996 году из Беловежской пущи в заповедник завезли 16 зубров. К 2021 году стадо превысило 160 особей. Животные находятся на вольном выпасе, а с ноября по март приходят на подкормку в питомник.
В 2007 году на территорию заповедника проникли лошади Пржевальского. В конце 1990-х их завезли в украинскую зону отчуждения. В заповеднике дикий табун обитает на заросших сельхозугодьях в пойме Припяти и её притоков, в качестве стоянок лошади используют пустующие коровники и ангары.

## Хозяйственная деятельность
Центральным въездом в заповедник является КПП «Бабчин» в 20 километрах от Хойник. Там находятся научные лаборатории заповедника, гостиница для научного персонала, парк автотехники для работы в охранной зоне. В нескольких километрах от Бабчина расположен зубрятник.
За более чем 30 лет большая часть дорог пришла в негодность, передвижение по заповеднику осуществляется лишь по нескольким дорогам, за которыми следит администрация ПГРЭЗ.
Президент Александр Лукашенко на протяжении всего времени у власти настаивает на вовлечении земель заповедника в хозяйственный оборот. Так, в 1996 году по его инициативе в Полесском радиационном заповеднике появилась конеферма. Он настоял на необходимости разводить в заповеднике лошадей. Были закуплены 40 лошадей, преимущественно русских тяжеловозов. К 2019 году хозяйство разрослось до 371 лошади. Часть коней идёт на продажу. Также после его поручения с 2017 по 2019 год втрое выросло пчелиное хозяйство. В 2019 году 250 пчелиных семей принесли 5 тонн мёда. В 2018 году был заложен яблоневый сад.
В 2018 году Александр Лукашенко подписал Указ, которым корректируется допустимая деятельность на территории заповедника. Указ разрешил промысловое рыболовство на реке Припять. Первый заместитель директора Полесского радиационного заповедника Геннадий Гапоненко утверждал, что рыба в проточных водах безопасна. Этот же Указ разрешил охоту.
Есть распоряжение главы государства [о разрешении охоты], но мы пока ещё не начинали. Пока это всё лишь на бумагеГеннадий Гапоненко
В конце 2018 года Полесский радиационно-экологический заповедник впервые предложил туристам несколько экскурсионных маршрутов по отселённым деревням.

## Населённые пункты на территории заповедника

Карта радиоактивного загрязнения в результате Чернобыльской аварии

#### Брагинский район
В связи с радиационным загрязнением в результате катастрофы на Чернобыльской АЭС из Брагина в чистые места переселена 1651 семья (4892 чел.). Вся территория Брагинского района подверглась радиоактивному заражению. Отселены 53 населённых пункта, 9 из которых захоронены.
- Пирки — выселены 476 семей.
- Богуши — выселены 195 семей.
- Острогляды — выселены 400 семей.
- Крюки — выселены 170 семей.

#### Наровлянский район
- Дерновичи — выселены 732 человека, которые жили в 333 дворах

#### Хойникский район
- Оревичи — выселены 222 семьи
- Бабчин — выселены 194 семьи
- Борщевка — выселены 124 семьи
- Буда — выселены 56 семей
- Горошков — жители выселены
- Кожушки — выселены 214 семей
- Ломачи — выселены 38 семей
- Масаны — выселена 21 семья
- Новокухновщина — выселены 13 семей
- Новый Покровск — выселены 29 семей
- Погонное — выселена 421 семья
- Чемков — выселены 29 семей
- Рудые — выселены 40 семей